# Francisco (esclavo)
Francisco (fallecido el 28 de abril de 1876) fue un esclavo negro condenado a muerte por ahorcamiento debido al asesinato de sus dueños. Fue la última ejecución en Brasil.

## Eventos
En 1874, Francisco y dos esclavos más, llamados Vicente y Prudencio, fueron arrestados tras golpear hasta la muerte a sus dueños, João Evangelista de Lima y su esposa Josefa Martha de Lima. El crimen se cometió en Pilar (Alagoas). Los tres hombres intentaron escapar a Pesqueira, y durante el intento, Prudencio resultó muerto y Francisco arrestado, resultado de un enfrentamiento. Vicente logró llegar a Marechal Deodoro (También en Alagoas), donde fue capturado. En el juicio de Francisco y Vicente, se los encontró culpables de asesinato. Francisco fue sentenciado a ahorcamiento, mientras que Vicente fue sentenciado a cadena perpetua. Los dos apelaron al Emperador de Brasil, Pedro II, pero la apelación de Francisco fue denegada y la de Vicente fue totalmente ignorada, ya que el Emperador no respondió. Vicente murió en prisión.
La ejecución de Francisco se llevó a cabo en Pilar el 28 de abril de 1876. Fue la última en Brasil. Desde el 2000, se hace una recreación anual sobre los hechos.